# Lincoln (Ontario)
Lincoln – miasto (ang. town) w Kanadzie, w prowincji Ontario, w regionie Niagara.
Powierzchnia Lincoln to 162,86 km².
Według danych spisu powszechnego z roku 2001 Lincoln liczyło 20 612 mieszkańców (126,56 os./km²).